# Отпор!

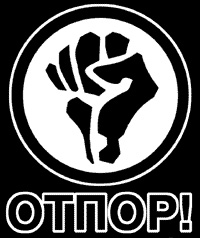
Поднятый, черный кулак – символ движения «Отпор». Позднее этот символ стали использовать грузинская «Кмара», российская «Оборона», и египетское Движение 6 апреля.

«Отпор» (стилизовано: Отпор!, на сербском: «сопротивление») — общественное движение в Сербии (тогда входящей в Союзную Республику Югославию а потом в состав ГССЧ) в 1998—2004 годах. 
Деятельность движения заключалась в ненасильственных протестах против правительства Слободана Милошевича, требовании демократических реформ и борьбе против коррупции.
В свое время движение пользовалась широкой поддержкой людей совершенно разных политических убеждений, которая основывалась на взаимном недовольстве правительством Милошевича. Участники движения активно участвовали в Бульдозерной революции в 2000 году, завершившейся низложением Слободана Милошевича с поста президента СРЮ.
«Отпор» впоследствии стал вдохновлением для многих про-демократических организаций и общественных движений ненасильственного сопротивления за пределами Сербии, среди которых «Кмара» (Грузия), «Пора!» (Украина), «ЗУБР» (Белоруссия), «Оборона» (Россия), «КелКел» (Киргизия) и «Движение 6 апреля» (Египет).
После того как «Отпор» перестал существовать, бывшие члены движения продолжили поддерживать подобные инициативы и организации за рубежом, формируя НГО под названием Canvas (акроним от английского «Centre for Applied Non-violent Action and Strategies»). Штаб-квартира Canvas находится в Белграде. Начальник — Срджа Попович, один из лидеров движения «Отпор». Организация занимается консультированием по ненасильственным методам сопротивления для протестных движений во всем мире.